# Dejeania longirostris
Dejeania longirostris är en tvåvingeart som beskrevs av Fritz Isidore van Emden 1960. Dejeania longirostris ingår i släktet Dejeania och familjen parasitflugor.
Artens utbredningsområde är Etiopien. Inga underarter finns listade i Catalogue of Life.